# Egidio Duni

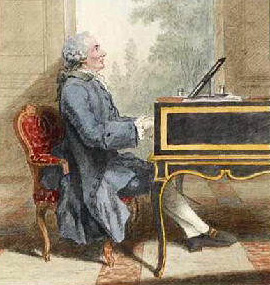
Egidio Duni, porträtiert von Louis Carmontelle

Egidio Romoaldo Duni (* 9. Februar 1708 in Matera (Süditalien); † 11. Juni 1775 in Paris) war ein italienischer Opernkomponist des späten Barock und gilt als einer der Begründer der französischen Opéra comique.

## Leben
Egidio Duni war der vierte Sohn von Francesco Duni (im Taufregister auch Francesco De Duno genannt), dem maestro di capelle in Matera, der seinen Söhnen, auch Egidios Bruder Antonio, den ersten Musikunterricht erteilte. Als Neunjähriger trat Egidio in Neapel in das Conservatorio di S. Maria de Loreto ein; er war dort, entgegen der Behauptung einer 1775 nach seinem Tod veröffentlichten Lobrede, wahrscheinlich kein Schüler von Francesco Durante. Anschließend studierte er am Conservatorio della Pietà dei Turchini. Seinen ersten Erfolg hatte er als 26-Jähriger mit seiner Oper Nerone 1735 in Rom; damit war er ein erfolgreicher Konkurrent von Giovanni Battista Pergolesi, der zur selben Zeit mit seiner Oper L’olimpiade einen Misserfolg hatte. Im Anschluss daran reiste Duni durch verschiedene Städte innerhalb und außerhalb Italiens, um seine Werke vorzuführen, so dass Aufführungen seiner Opern in Mailand 1736, Florenz 1744, Neapel 1746, Genua 1748, Lucca 1749, Bitonto 1749 und nochmals in Florenz 1751 stattfanden. Während der Karnevalszeit 1736 hielt er sich in London auf, wo seine Oper Demophontes, King of Thrace im Mai 1737 am King’s Theatre in englischer Sprache aufgeführt wurde. Duni wurde am 16. Dezember 1743 zum maestro di cappella an der Kirche San Nicola in Bari ernannt; dieses Amt behielt er etwa fünf Jahre.
1748 ließ sich Duni in Parma nieder, wo er von Philippe de Bourbon, dem Herzog von Parma, die Anstellung eines maestro di cappella am Hof erhielt. Er war auch Musiklehrer von Isabella, der Tochter des Herzogs und künftigen Kaiserin Österreichs. Das gesellschaftliche Leben in Parma orientierte sich am französischen Hof, und Duni lernte hier die Pariser künstlerischen Entwicklungen kennen, weil durch den Einfluss des Theaterintendanten Guillaume Du Tillot in Parma die französischen Opéras comiques und die Tragédies lyriques aufgeführt wurden. Der Komponist schrieb hier seine letzte Opera seria (Olimpiade 1755) und Opera buffa (La buona figliuola 1756). Nachdem der Dichter und Librettist Carlo Goldoni im Mai 1756 in Parma eingetroffen war, kam es zu einer Freundschaft und vertieften Zusammenarbeit mit ihm. Duni soll hier nach anderen Quellen zwei französische Libretti vertont haben, so auch Ninette à la cour (als Le Retour au village, 1756–1759), jedoch ist dies nicht gesichert. Es kam in der Folgezeit unter Goldonis Einfluss zu Kontakten zu dem Direktor der Opéra-comique in Paris, Jean Monnet. Dieser war zunächst wenig begeistert von dem Gedanken, einem italienischen Komponisten die Komposition einer französischen Oper anzuvertrauen, war dann aber einverstanden und schlug einen Text von Louis Anseaume vor: Le Peintre amoureux de son modèle. Die daraus entstandene Opéra comique Dunis wurde im Juli 1757 mit glänzendem Erfolg uraufgeführt. Daraufhin verlegte der Komponist seinen Wohnsitz endgültig nach Paris, wo er bis zu seinem Tod blieb. Dennoch bekam er vom Herzogtum Parma eine lebenslange Pension von jährlich 2400 Livres. Duni heiratete 1759 die 23 Jahre jüngere Elisabeth-Catherine Superville.
Im darauf folgenden Jahr bekam er in Paris die Stellung des directeur de la musique am Théâtre-Italien, was mit einem weiteren Jahresgehalt von 1000 Livres verbunden war. Entsprechend seinem neuen Vertrag komponierte er die opéra comique L’isle des foux (Die Insel der Narren) nach einem Libretto von Anseaume, einer Umarbeitung des Operntextes L’Arcifanfano, re de’ matti von Goldoni (für den venezianischen Karneval 1750 mit der Musik von Baldassare Galuppi). Nach dem Erfolg von zwei vorangegangenen Opern wurde dieses Werk 1760 vom Pariser Publikum sehr günstig aufgenommen und bestätigte dessen Vorliebe für das Schaffen Dunis und seinen italienisierenden Stil. In der fruchtbaren Zusammenarbeit mit Anseaume entstanden weitere Opern. Gespannt waren dagegen die Beziehungen zu dem französischen Dichter und Librettisten Charles-Simon Favart, der sogar versucht hatte, eine Aufführung zu verhindern, was aber Dunis Erfolg nicht beeinträchtigte. Nach dem Erfolg der Oper L’Ecole de la Jeunesse wurde der Komponist von den Comédiens-italiens mit einer Leibrente von 800 Livres belohnt. Zwischen Juni 1766 und Januar 1768 hielt sich Duni 18 Monate lang in Italien auf. Die italienische komische Oper hatte sich in jener Zeit durch die Werke von Niccolò Vito Piccinni, Pasquale Anfossi und Giovanni Paisiello tiefgreifend gewandelt. Nach seiner Rückkehr arbeitete Duni mit dem Librettisten Michel-Jean Sedaine zusammen; die in der Folgezeit entstandenen Opern hatten aber keinen größeren Erfolg. Mit der Komposition von Thémire (Uraufführung Passy 1770) beendete Duni sein Opernschaffen und wirkte in seinen letzten Lebensjahren als Lehrer.
Ein Bruder von Egidio war der Komponist Antonio Duni (* um 1700 in Matera, † nach 1766 vielleicht in Schwerin). Der Sohn von Egidio, Jean-Pierre Duni (* 21. September 1759) komponierte eine Sammlung von Trois Sonates pour Clavecin ou forte-piano avec accompagnement de violon, erschienen in Paris 1778, die der Prinzessin de Poix gewidmet war.

## Bedeutung
Aus den überlieferten Werken seiner italienischen Periode lässt sich, als Folge seiner gediegenen Ausbildung in Neapel, Dunis umfassende Kenntnis der Tradition ablesen; aus ihnen ergibt sich auch eine ausgeprägte Originalität, besonders in der Behandlung des melodischen Materials. Von erheblich größerer Bedeutung ist jedoch seine französische Werkgruppe. Vor dem Hintergrund der bisherigen Formen der Opéra comique setzten sich seine Opern sofort als Neuheit durch, die als die neue Gattung comédie mêlée d’ariettes bezeichnet wurde. Dunis aktive französische Periode begann gerade nach dem Buffonisten-Streit 1752–1754, in dem es, angeregt von Jean-Jacques Rousseau, um die „Musikalität“ der französischen Sprache ging. Duni vermied geschickt jede Rivalität zu Rousseau und unterstützte diejenigen Komponisten, die Wege suchten, die italienischen intermezzi auf die französischen Opern zu übertragen. Die nicht nur in Frankreich sehr erfolgreiche Oper Le Peintre amoureux de son modèle ist erwiesenermaßen keine Parodie einer früheren italienischen Oper, sondern original; dabei übte aber das italienische Modell eine starke Wirkung aus, nachdem hier die Ouvertüre und eine Ariette frühere Stücke Dunis aufgreifen. Auf diese Weise tritt in seinen französischen Opern immer wieder ein reich verzierter italienischer Stil auf. Charakteristisch ist auch sein gelungener Einsatz von Ensembles, der auf das Zusammenwirken mit dem Librettisten Anseaume zurückgeht. Einen besonders experimentellen Charakter besitzt Les Moissoneurs (Die Schnitter, 1768); diese Oper fällt durch ihren besonders virtuosen musikalischen Satz, ihre verzierten Kadenzen im italienischen Stil und ihre deklamatorischen Passagen auf.
Gegen Ende der 1760er Jahre galt Dunis Kompositionsstil mehr und mehr als veraltet; die Gattung der Oper hatte ihre Richtung als Folge der Werke von Pierre-Alexandre Monsigny, François-André Philidor und André-Ernest-Modeste Grétry verändert und den früheren Stil überholt. Dies zeigt auch die Verständnislosigkeit, welche Duni der Oper Orfeo ed Euridice von Christoph Willibald Gluck entgegenbrachte. So war sein Rückzug von der Bühne ab 1770 eine natürliche Folge dieser Entwicklung.

## Werke
- Kirchenmusik und sonstige Vokalmusik
  - Oratorium Gioas re di Giuda, 1749
  - Oratorium Giuseppe riconosciuto, 1759
  - Oratorium Athalie
  - Oratorium Le Sacrifice d’Isaac
  - Messe zu fünf Stimmen und Orchester
  - Kyrie und Gloria für vier Stimmen und Instrumente
  - Te Deum für vier Stimmen und Orchester
  - Litanei für vier Stimmen und Instrumente
  - Tantum ergo für Sopran, Alt, zwei Violinen und Orgel
  - Arie La dolce campagna. Arie composte per il Regio Teatro, London 1737
  - Arie Cara ti lascio addio D-Dur für Sopran und Streicher
  - Arie Dopo un tuo sguardo für Singstimme, zwei Violinen und Basso continuo
  - Arie La Belle Chose que la guerre, avec les accompagnement, ohne Ort und Jahreszahl
  - Arie Luci spietate voi m’insegnate für Tenor und Streicher
  - Arie Minacci quell’altera sia fiera für Singstimme und Orchester
  - Zahlreiche weitere Arien
- Italienische Opern mit Ort und Datum der Uraufführung
  - Nerone (Rom, 21. Mai 1735)
  - Adriano in Siria (Rom, 27. Dezember 1735)
  - La tirannide debellata (Mailand, Karneval 1736)
  - Demophontes, King of Thrace (King’s Theatre London, 24. Mai 1737)
  - Didone abbandonata (La Didone abbandonata, Mailand, Januar 1739)
  - Catone in Utica (Florenz, Karneval 1740)
  - Bajazet (Baiazette o Tamerlano, Florenz, Herbst 1743)
  - Artaserse (Florenz 1744)
  - Ipermestra (Genua, Karneval 1748)
  - Ciro riconosciuto (Genua, Frühjahr 1748)
  - L’olimpiade (Olimpiade, Parma, Karneval 1755)
  - La buona figliuola (La Cecchina, Parma, 26. Dezember 1756)
- Französische Opern mit Ort und Datum der Uraufführung
  - Le peintre amoureux de son modèle (Paris, 26. Juli 1757)
  - Le docteur Sangrado (Saint Germain, 13. Februar 1758)
  - La Fille mal gardée ou Le Pedant amoureux (Paris, 4. März 1758)
  - La Chute des anges rebelles (Paris, 16. März 1758)
  - Nina et Lindor ou Les Caprices du coeur (Paris, 9. September 1758)
  - La Veuve indécise (Paris, 24. September 1759)
  - La Boutique du poète (8. Oktober 1760)
  - L’Isle des foux (Paris, 29. Dezember 1760)
  - Mazet (Paris, 24. September 1761)
  - La Plaidreuse ou Le Procés (Paris, 19. Mai 1762)
  - La Nouvelle Italie (Paris, 23, Juni 1762)
  - Le Milicien (Versailles, 29. Dezember 1762; Paris, 1. Januar 1763)
  - Les Deux Chasseurs et la laitière (Paris, 23. Juli 1763)
  - Le Rendez-vous (Paris, 16. November 1763)
  - L'École de la jeunesse ou Le Barnevelt françois (Paris, 24. Januar 1765)
  - La fée Urgèle, ou Ce qui plaît aux dames (Fontainebleau, 26. Oktober 1765)
  - La Clochette (Paris, 24. Juli 1766)
  - Les Moissonneurs (Paris, 27. Januar 1768)
  - Les Sabots (Privataufführung Paris, 26. Oktober 1768)
  - La Rosière de Salency (Fontainebleau, 25. Oktober 1769)
  - Thémire (Privataufführung Passy, August 1770; Fontainebleau, 26. November 1770)
- Bühnenwerke zweifelhafter Echtheit
  - Alessandro nelle Indie (1736?)
  - Armida, drei Arien
  - Demetrio (möglicherweise von oder mit Georg Christoph Wagenseil, Florenz, Karneval 1747)
  - La bonne fille (Paris, 1762)
  - La semplice curiosa (La Chercheuse d'esprit, Florenz, Herbst 1751)
  - L’Embarras du choix (13. März 1758), Parodie von Enée et Lavinie (Paris 1758)
  - Le Retour au village (Le Caprice amoureux ou Ninette a la cour, nicht aufgeführt; Parma 1755)
  - L’Heureuse Espièglerie (1771?, nicht aufgeführt)
- Instrumentalmusik
  - 6 Sonate a tre (Triosonaten) op. 1 (Rotterdam 1738)
  - 30 Minuetti e contridanze (London 1738)